# Guillaume z Sahagún
Guillaume z Sahagún (ur. ?, zm. 1250) – kardynał i benedyktyn. Prawdopodobnie był Francuzem, brak jednak pewnych danych o jego pochodzeniu.
Należał do kongregacji kluniackiej. W 1221 został przeorem klasztoru San Juan w Burgos, a w 1227 opatem San Facundo w Sahagún w królestwie Leonu. Był przyjacielem króla Kastylii Ferdynanda, który polecił go papieżowi Innocentemu IV (1243-1254). Latem 1243 roku był legatem papieskim wobec cesarza Fryderyka II, a 28 maja 1244 papież mianował go kardynałem prezbiterem SS. XII Apostoli. Uczestniczył w Soborze Lyońskim I w 1245. Podpisywał bulle papieskie między 23 stycznia 1245 a 9 sierpnia 1250. Zmarł w Lyonie.